# René Libeer
René Libeer (* 28. September 1934 in Roubaix, Frankreich; † 13. November 2006) war ein französischer Fliegengewichtsboxer.

## Amateur
Libeer gewann 1956 bei den Olympischen Spielen in Melbourne die Bronzemedaille im Fliegengewicht. Nach Siegen über Hyun-Ki Pyo, Nordkorea, und Kenji Yonekura, Japan, verlor er im Halbfinale gegen den späteren Olympiasieger Terry Spinks, Großbritannien.
Bei der Europameisterschaft 1957 in Prag wurde er ebenfalls Dritter. Im Halbfinale verlor er gegen den Rumänen Mircea Dobrescu (4:1).

## Profi
Im Januar 1958 wurde er Profi und verlor gleich seinen ersten Kampf. Fast zwei Jahre später wurde er französischer Meister im Fliegengewicht und verteidigte seinen Titel dreimal.
Im Juli 1963 kämpfte Libeer um den Europameistertitel im Fliegengewicht, aber er unterlag dem Italiener Salvatore Burruni nach Punkten. Zwei Jahre später war der Titel vakant und Libeer holte ihn sich durch einen Sieg über den Schweizer Paul Chervet. Dreimal konnte er den Titel verteidigen, bis er im Januar 1967 dem Italiener Fernando Atzori nach Punkten unterlag. Der Rückkampf im August endete unentschieden. Libeer zog sich danach aus dem Boxgeschäft zurück.